# چار پایلا
چار پایلا (به لاتین: Char Payla) یک روستا در بنگلادش است که در استان باریسال و در ناحیه باریسال واقع شده است.